# Lijst van voetbalinterlands Italië - Polen
Deze lijst van voetbalinterlands is een overzicht van alle officiële voetbalwedstrijden tussen de nationale teams van Italië en Polen. De landen speelden tot op heden achttien keer tegen elkaar. De eerste ontmoeting, een kwalificatiewedstrijd voor het Wereldkampioenschap voetbal 1966, werd gespeeld in Warschau op 18 april 1965. Het laatste duel, een groepswedstrijd tijdens de UEFA Nations League 2020/21, vond plaats op 15 november 2020 in Reggio Emilia.

## Wedstrijden
| №  | Plaats        | Datum            | Competitie                  | Wedstrijd      | Uitslag |
| -- | ------------- | ---------------- | --------------------------- | -------------- | ------- |
| 1  | Warschau      | 18 april 1965    | WK 1966 kwalificatie        | Polen – Italië | 0 – 0   |
| 2  | Rome          | 1 november 1965  | WK 1966 kwalificatie        | Italië – Polen | 6 – 1   |
| 3  | Stuttgart     | 23 juni 1974     | WK 1974                     | Italië – Polen | 1 – 2   |
| 4  | Rome          | 19 april 1975    | EK 1976 kwalificatie        | Italië – Polen | 0 – 0   |
| 5  | Warschau      | 26 oktober 1975  | EK 1976 kwalificatie        | Polen – Italië | 0 – 0   |
| 6  | Turijn        | 19 april 1980    | Vriendschappelijk           | Italië – Polen | 2 – 2   |
| 7  | Vigo          | 14 juni 1982     | WK 1982                     | Italië – Polen | 0 – 0   |
| 8  | Barcelona     | 8 juli 1982      | WK 1982                     | Italië – Polen | 2 – 0   |
| 9  | Pescara       | 8 december 1984  | Vriendschappelijk           | Italië – Polen | 2 – 0   |
| 10 | Chorzów       | 16 november 1985 | Vriendschappelijk           | Polen – Italië | 1 – 0   |
| 11 | Chorzów       | 2 april 1997     | WK 1998 kwalificatie        | Polen – Italië | 0 – 0   |
| 12 | Napels        | 30 april 1997    | WK 1998 kwalificatie        | Italië – Polen | 3 – 0   |
| 13 | Warschau      | 12 november 2003 | Vriendschappelijk           | Polen – Italië | 3 – 1   |
| 14 | Wrocław       | 11 november 2011 | Vriendschappelijk           | Polen – Italië | 0 – 2   |
| 15 | Bologna       | 7 september 2018 | UEFA Nations League 2018/19 | Italië – Polen | 1 – 1   |
| 16 | Chorzów       | 14 oktober 2018  | UEFA Nations League 2018/19 | Polen – Italië | 0 – 1   |
| 17 | Gdańsk        | 11 oktober 2020  | UEFA Nations League 2020/21 | Polen – Italië | 0 – 0   |
| 18 | Reggio Emilia | 15 november 2020 | UEFA Nations League 2020/21 | Italië – Polen | 2 – 0   |

## Samenvatting
| Competitie          | Totaal gespeeld | Winst Italië | Gelijk | Winst Polen | Doelsaldo Italië – Polen |
| ------------------- | --------------- | ------------ | ------ | ----------- | ------------------------ |
| WK-eindronde        | 3               | 1            | 1      | 1           | 3 − 2                    |
| WK-kwalificatie     | 4               | 2            | 2      | 0           | 9 − 1                    |
| EK-kwalificatie     | 2               | 0            | 2      | 0           | 0 − 0                    |
| UEFA Nations League | 4               | 2            | 2      | 0           | 4 − 1                    |
| Vriendschappelijk   | 5               | 2            | 1      | 2           | 7 − 6                    |
| Totaal              | 18              | 7            | 8      | 3           | 23 − 10                  |

## Details

### Zesde ontmoeting
| Vriendschappelijk (Turijn, Italië, 19 april 1980): |       |                                             |
| Italië                                             | 2 – 2 | Polen                                       |
| Franco Causio 2' Gaetano Scirea 24'                | goals | 9' Janusz Sybis 35' (pen.) Andrzej Szarmach |

### Zevende ontmoeting
| WK 1982 (Vigo, Spanje, 14 juni 1982): |              | |
| Italië | 0 – 0        | Polen |
| | goals        | |
| Enzo Bearzot | bondscoach   | Antoni Piechniczek |
| Dino Zoff Claudio Gentile Fulvio Collovati Gaetano Scirea Antonio Cabrini Giancarlo Antognoni Giampiero Marini Marco Tardelli Bruno Conti Francesco Graziani Paolo Rossi | opstellingen | Józef Młynarczyk Paweł Janas Jan Jałocha Władysław Żmuda Stefan Majewski Waldemar Matysik 72' Andrzej Iwan Andrzej Buncol Grzegorz Lato Włodzimierz Smolarek Zbigniew Boniek |
| | wissels      | 72' Marek Kusto |
| Giampiero Marini 1' Gaetano Scirea 47' | gele kaarten | 10' Zbigniew Boniek |

### Achtste ontmoeting
| WK 1982 (Barcelona, Spanje, 8 juli 1982): |              | |
| Polen | 0 – 2        | Italië |
| | goals        | 22' Paolo Rossi 73' Paolo Rossi |
| Antoni Piechniczek | bondscoach   | Enzo Bearzot |
| Józef Młynarczyk Marek Dziuba Stefan Majewski Władysław Żmuda Paweł Janas Waldemar Matysik Janusz Kupcewicz Andrzej Buncol Grzegorz Lato Włodzimierz Smolarek 79' Włodzimierz Ciołek 46' | opstellingen | Dino Zoff Giuseppe Bergomi Fulvio Collovati Gaetano Scirea Antonio Cabrini 26' Giancarlo Antognoni Gabriele Oriali Marco Tardelli Bruno Conti 70' Francesco Graziani Paolo Rossi |
| Andrzej Pałasz 46' Marek Kusto 79' | wissels      | 26' Giampiero Marini 70' Alessandro Altobelli |
| Stefan Majewski 43' Władysław Żmuda 51' Włodzimierz Smolarek 57' | gele kaarten | 57' Fulvio Collovati |

### Elfde ontmoeting
| WK-kwalificatie (Chorzów, Polen, 2 april 1997): |       |        |
| Polen                                           | 0 – 0 | Italië |
|                                                 | goals |        |

### Twaalfde ontmoeting
| WK-kwalificatie (Napels, Italië, 30 april 1997):           |       |       |
| Italië                                                     | 3 – 0 | Polen |
| Roberto Di Matteo 24' Paolo Maldini 38' Roberto Baggio 62' | goals |       |

### Dertiende ontmoeting
| Vriendschappelijk (Warschau, Polen, 12 november 2003): |       |                     |
| Polen                                                  | 3 – 1 | Italië              |
| Jacek Bąk 6' Tomasz Kłos 18' Jacek Krzynówek 85'       | goals | 19' Antonio Cassano |

### Veertiende ontmoeting
| Vriendschappelijk (Warschau, Polen, 11 november 2011): |       |                                           |
| Polen                                                  | 0 – 2 | Italië                                    |
|                                                        | goals | 30' Mario Balotelli 60' Giampaolo Pazzini |

FIGC · A-internationals · Selecties · Bondscoaches · Italiaans vrouwenelftal · Olympisch elftal · Italië U21 · Italië U20 · Italië U19 · Italië U18 · Italië U17 · Italië U16 · Vrouwen U17
1910 – 1919 ·
1920 – 1929 ·
1930 – 1939 ·
1940 – 1949 ·
1950 – 1959 ·
1960 – 1969 ·
1970 – 1979 ·
1980 – 1989 ·
1990 – 1999 ·
2000 – 2009 ·
2010 – 2019 ·
2020 − 2029
EK's: 1968 · 
1980 · 
1988 · 
1996 · 
2000 · 
2004 · 
2008 · 
2012 · 
2016 ·
2020 ·
2024
WK's: 1934 · 
1938 · 
1950 · 
1954 · 
1962 · 
1966 · 
1970 · 
1974 · 
1978 · 
1982 · 
1986 · 
1990 · 
1994 · 
1998 · 
2002 · 
2006 · 
2010 · 
2014
OS: 1912 · 
1920 · 
1924 · 
1928 · 
1936 · 
1948 · 
1952 · 
1960 · 
1984 · 
1988 · 
1992 · 
1996 · 
2000 · 
2004 · 
2008
1911 · 
1912 · 
1913 · 
1914 · 
1915 · 
1916 · 1917 · 1918 · 1919 · 
1920 · 
1921 · 
1922 · 
1923 · 
1924 · 
1925 · 
1926 · 
1927 · 
1928 · 
1929 · 
1930 · 
1931 · 
1932 · 
1933 · 
1934 · 
1935 · 
1936 · 
1937 · 
1938 · 
1939 · 
1940 · 
1941 · 
1942 · 
1943 · 1944 · 
1945 · 
1946 · 
1947 · 
1948 · 
1949 · 
1950 · 
1952 · 
1952 · 
1953 · 
1954 · 
1955 · 
1956 · 
1957 · 
1958 · 
1959 · 
1960 · 
1961 · 
1962 · 
1963 · 
1964 · 
1965 · 
1966 · 
1967 · 
1968 · 
1969 · 
1970 · 
1971 · 
1972 · 
1973 · 
1974 · 
1975 · 
1976 · 
1977 · 
1978 · 
1979 · 
1980 · 
1981 · 
1982 · 
1983 · 
1984 · 
1985 · 
1986 · 
1987 · 
1988 · 
1989 · 
1990 ·
1991 · 
1992 · 
1993 · 
1994 · 
1995 · 
1996 · 
1997 · 
1998 · 
1999 · 
2000 · 
2001 · 
2002 · 
2003 · 
2004 · 
2005 · 
2006 · 
2007 · 
2008 · 
2009 · 
2010 · 
2011 · 
2012 · 
2013 · 
2014 · 
2015 · 
2016 · 
2017 ·
2018 ·
2019 ·
2020 ·
2021 ·
2022 ·
2023 ·
2024
Albanië ·
Algerije ·
Argentinië ·
Armenië ·
Australië ·
Azerbeidzjan ·
België ·
Bosnië en Herzegovina ·
Brazilië ·
Bulgarije ·
Canada ·
Chili ·
China ·
Costa Rica ·
Cyprus ·
DDR ·
Denemarken ·
Duitsland ·
Ecuador ·
Egypte ·
Engeland ·
Estland ·
Faeröer ·
Finland ·
Frankrijk ·
Georgië ·
Ghana ·
Griekenland ·
Haïti ·
Hongarije ·
Ierland ·
IJsland ·
Israël ·
Ivoorkust ·
Japan ·
Joegoslavië ·
Kameroen ·
Kroatië ·
Liechtenstein · 
Litouwen ·
Luxemburg ·
Malta ·
Marokko ·
Mexico ·
Moldavië ·
Montenegro ·
Nederland ·
Nieuw-Zeeland ·
Nigeria ·
Noord-Ierland ·
Noord-Korea ·
Noord-Macedonië ·
Noorwegen ·
Oekraïne ·
Oostenrijk ·
Paraguay ·
Peru ·
Polen ·
Portugal ·
Roemenië ·
Rusland ·
San Marino ·
Saoedi-Arabië ·
Schotland ·
Servië ·
Servië en Montenegro ·
Slovenië ·
Slowakije ·
Sovjet-Unie ·
Spanje ·
Tsjechië ·
Tsjecho-Slowakije ·
Tunesië ·
Turkije ·
Uruguay ·
Venezuela ·
Verenigde Staten ·
Wales ·
Wit-Rusland ·
Zuid-Afrika ·
Zuid-Korea ·
Zweden ·
Zwitserland
Argentinië (1982) · 
Australië (2006) · 
België (2016) · 
België (2021) · 
Brazilië (1970) · 
Brazilië (1982) · 
Brazilië (1994) · 
Costa Rica (2014) · 
Duitsland (2006) · 
Duitsland (2012) · 
Engeland (2012) ·
Engeland (2014) ·
Engeland (2021) ·
Frankrijk (2000) · 
Frankrijk (2006) · 
Frankrijk (2008) · 
Ghana (2006) · 
Hongarije (1938) · 
Ierland (2012) · 
Joegoslavië (1968) · 
Kameroen (1982) · 
Kroatië (2012) · 
Nederland (2008) · 
Nieuw-Zeeland (2010) · 
Oekraïne (2006) · 
Oostenrijk (2021) · 
Paraguay (2010) · 
Peru (1982) · 
Polen (1982, 1) · 
Polen (1982, 2) · 
Roemenië (2008) · 
Spanje (2008) ·
Spanje (2012, 1) ·
Spanje (2012, 2) ·
Spanje (2016) ·
Spanje (2021) ·
Tsjechië (2006) · 
Turkije (2021) · 
Uruguay (2014) · 
Verenigde Staten (2006) · 
Wales (2021) · 
West-Duitsland (1982) · 
Zweden (2016) · 
Zwitserland (2021)
Poolse voetbalbond · A-internationals · Selecties · Statistieken · Pools vrouwenelftal · Olympisch elftal · Polen U21 · Polen U20 · Polen U19 · Polen U18 · Polen U17 · Polen U16
1921 – 1929 ·
1930 – 1939 ·
1940 – 1949 ·
1950 – 1959 ·
1960 – 1969 ·
1970 – 1979 ·
1980 – 1989 ·
1990 – 1999 ·
2000 – 2009 ·
2010 – 2019 ·
2020 – 2029
EK 2008 · 
EK 2012 · 
EK 2016 · 
EK 2020
WK 1938 ·
WK 1974 ·
WK 1978 ·
WK 1982 ·
WK 1986 ·
WK 2002 ·
WK 2006 ·
WK 2018
OS 1924 ·
OS 1936 ·
OS 1972 ·
OS 1976 ·
OS 1992
1921 · 
1922 · 
1923 · 
1924 · 
1925 · 
1926 · 
1927 · 
1928 · 
1929 · 
1930 · 
1931 · 
1932 · 
1933 · 
1934 · 
1935 · 
1936 · 
1937 · 
1938 · 
1939 · 
1940–1946 · 
1947 · 
1948 · 
1949 · 
1950 · 
1951 · 
1952 · 
1953 · 
1954 · 
1955 · 
1956 · 
1957 · 
1958 · 
1959 · 
1960 · 
1961 · 
1962 · 
1963 · 
1964 · 
1965 · 
1966 · 
1967 · 
1968 · 
1969 · 
1970 · 
1971 · 
1972 · 
1973 · 
1974 · 
1975 · 
1976 · 
1977 · 
1978 · 
1979 · 
1980 · 
1981 · 
1982 · 
1983 · 
1984 · 
1985 · 
1986 · 
1987 · 
1988 · 
1989 · 
1990 · 
1991 · 
1992 · 
1993 · 
1994 · 
1995 · 
1996 · 
1997 · 
1998 · 
1999 · 
2000 · 
2001 · 
2002 · 
2003 · 
2004 · 
2005 · 
2006 · 
2007 · 
2008 · 
2009 · 
2010 · 
2011 · 
2012 · 
2013 · 
2014 ·
2015 ·
2016 ·
2017 ·
2018 ·
2019 ·
2020 ·
2021
Albanië ·
Algerije ·
Andorra ·
Argentinië ·
Armenië ·
Australië ·
Azerbeidzjan ·
België ·
Bolivia ·
Bosnië en Herzegovina ·
Brazilië ·
Bulgarije ·
Canada ·
Chili ·
China ·
Colombia ·
Costa Rica ·
Cyprus ·
DDR ·
Denemarken ·
Duitsland ·
Ecuador ·
Egypte ·
Engeland ·
Estland ·
Faeröer · 
Finland ·
Frankrijk ·
Georgië ·
Gibraltar ·
Griekenland ·
Guatemala ·
Haïti ·
Hongarije ·
Ierland ·
India ·
Irak ·
Iran ·
Israël ·
Italië ·
Ivoorkust ·
IJsland ·
Japan ·
Joegoslavië ·
Kameroen ·
Kazachstan ·
Koeweit ·
Kroatië ·
Letland ·
Libië ·
Liechtenstein ·
Litouwen ·
Luxemburg ·
Marokko ·
Malta ·
Mexico ·
Moldavië ·
Montenegro ·
Nederland ·
Nieuw-Zeeland ·
Nigeria ·
Noord-Ierland ·
Noord-Korea ·
Noord-Macedonië ·
Noorwegen ·
Oekraïne ·
Oostenrijk ·
Peru ·
Portugal ·
Roemenië ·
Rusland ·
San Marino ·
Saoedi-Arabië · 
Schotland ·
Senegal ·
Servië ·
Servië en Montenegro · 
Singapore ·
Slovenië ·
Slowakije ·
Sovjet-Unie ·
Spanje ·
Thailand · 
Tsjechië ·
Tsjecho-Slowakije ·
Tunesië ·
Turkije ·
Uruguay ·
Verenigde Arabische Emiraten ·
Verenigde Staten ·
Wales ·
Wit-Rusland ·
Zuid-Afrika ·
Zuid-Korea ·
Zweden ·
Zwitserland
België (1982) ·
Colombia (2018) ·
Costa Rica (2006) ·
Duitsland (2006) ·
Duitsland (2008) ·
Duitsland (2016) ·
Ecuador (2006) ·
Frankrijk (1982) ·
Frankrijk (2022) ·
Griekenland (2012) ·
Italië (1982, 1) ·
Italië (1982, 2) ·
Japan (2018) ·
Kameroen (1982) ·
Kroatië (2008) ·
Noord-Ierland (2016) ·
Oostenrijk (2008) ·
Peru (1982) ·
Rusland (2012) ·
Senegal (2018) ·
Slowakije (2021) ·
Sovjet-Unie (1982) ·
Spanje (2021) ·
Tsjechië (2012) ·
Zweden (2021)